# NK Nedelišće
Nogometni klub Nedelišće hrvatski je nogometni klub iz Nedelišća. Trenutačno se natječe u 3. NL – Sjever. 
Klupske boje su plava, bijela i crna.

## Povijest
Klub je osnovan 26. svibnja 1946. godine pod imenom NK Borac, a krajem 90-ih godina 20. stoljeća je promijenio ime koje se zadržalo do danas. Već u godini osnutka u Nedelišću je organiziran fiskulturni slet, na kojem su sudjelovale nogometne ekipe Tekstilac i Sloboda iz Varaždina, Jedinstvo iz Čakovca, zatim iz Trnovca, Kuršanca, i dakako, NK Borac iz Nedelišća. Godine 1950. NK Borac uvršten je u redovno natjecanje Nogometnog podsaveza Varaždin – međimurska grupa. Tek godine 1951. kupljene su za sve igrače prve prave kopačke (utakmica sa Strahonincem i pobjeda od 5:1).
Godine 1962. započinje izgradnja prvih svlačionica, koje su stavljene na uporabu dvije godine kasnije. Godine 1964. prema tadašnjim kriterijima uređenja igrališta, stavljena je željezna ograda, a oko cijelog igrališta zasađeni su drvoredi topole. U tom razdoblju klub tri puta sudjeluje u kvalifikacijama za viši rang natjecanja, ali nijednom nije uspio (protivnici su bili vrlo jaki: Nafta iz Siska, Sloboda iz Varaždina i Zagorec iz Krapine). 1978. godine prišlo se izgradnji sportskog nogometnog doma pokraj (danas bivšeg) igrališta.
Posljednjih dvadesetak godina 20. stoljeća klub se natjecao u brojnim regionalnim ligama pod okriljem Varaždinskog nogometnog saveza, najveći uspjeh ostvarili su 1993. godine kad su u Međuopćinskoj ligi Čakovec – Ludbreg na kraju sezonu završili na 2. mjestu, time je započelo "zlatno doba" u kojem je ostvaren niz povijesnih uspjeha kluba. Plasirali su se u 1. županijsku ligu, i tamo se zadržali samo dvije sezone jer su već 1995. godine igrali u 4. hrvatskoj nogometnoj ligi – Međimurje. 2001. godine prvi put u povijesti klub se natjecao u pretkolu Hrvatskog kupa i na gostovanju kod Zagorca u Krapini poražen 5:1. Klub je nakratko ispao u 1. županijsku ligu, ali se već sljedeće sezone vratio u 4. HNL, u kojoj je nastupao do 2003. godine kad je osvojeno 1. mjesto i ostvaren jedan od najvećih uspjeha u povijesti, plasman u 3. HNL – Sjever. Klub se u 3. rangu hrvatskog nogometa zadržao do danas, zbog spajanja lige s istočnim županijama liga se od 2006. zvala 3. HNL – Istok, a sjeverna skupina 3. HNL vraćena je u 2011. Zlatnim slovima upisana je i 2008. godina u kojoj je klub osvojio Kup Međimurskog nogometnog saveza pobijedivši Čukovec '77 rezultatom 2:0, iste godine ugostili su Karlovac u pretkolu Hrvatskog kupa i izgubili 3:1. Klub je 2012. godine stigao do finala županijskog kupa i stekao pravo nastupa u Hrvatskom nogometnom kupu u kojem je u šesnaestini finala pobijedio prvoligaša Rijeku i izbacio je iz daljnjeg natjecanja.

## Uspjesi[1]
- prvaci 1. međimurske lige 1999./2000., 2001./02.
- prvaci 4. HNL – Međimurje 2002./2003.
- prvaci jesenske sezone 3. HNL – Istok 2007./08.
- prvaci MŽNL Čakovec – Varaždin 2014./2015., 2015./2016.
- osmina finala Hrvatskog kupa 2012./13.
- šesnaestina finala Hrvatskog kupa 2017./18.
- pretkolo Hrvatskog kupa 2001., 2004., 2008., 2015.
- prvaci Kupa Međimurja 2008., 2015.
- finalisti Kupa Međimurja 1976., 2001., 2004., 2012., 2017.

## Nastupi u završnicama kupa

### Hrvatski nogometni kup
2001./02.
- pretkolo: Zagorec Krapina – Nedelišće 5:1[4]

2004./05.
- pretkolo: Tondach Bedekovčina – Nedelišće 2:1[5]

2008./09.
- pretkolo: Nedelišće – Karlovac 1:3[6]

2012./13.
- pretkolo: Krka Lozovac – Nedelišće 0:3 b.b[7]
- šesnaestina finala: Nedelišće – Rijeka 0:0, 1:0 (nakon produžetaka)[8]
- osmina finala: GOŠK Dubrovnik – Nedelišće 0:0, 2:0 (nakon produžetaka)[9]

2015./16.
- pretkolo: Nedelišće – Sloga Nova Gradiška 3:3, 3:4 (11 m)[10]

2017./18.
- pretkolo: Straža Hum na Sutli – Nedelišće 1:1, 1:3 (nakon produžetaka)[11]
- šesnaestina finala: Nedelišće – Inter Zaprešić 0:6[12]

2018./19.
- pretkolo: Nedelišće – Sloga Nova Gradiška 2:4

2019./20.
- pretkolo: Nedelišće – Slavonija Požega 0:2

2022./23.
- pretkolo: Nedelišće – Varteks Varaždin 3:3 (4:3 11 m)

## Pregled plasmana po sezonama
| Sezona    | Rang | Liga                                                              | Plasman |
| --------- | ---- | ----------------------------------------------------------------- | ------- |
| 1950./60. |      | Podsavezni razred                                                 | 1.      |
| 1960./61. | IV.  | Podsavezna liga Čakovec                                           | 5.      |
| 1961./62. | IV.  | Podsavezna liga Čakovec                                           | 6.      |
| 1962./63. | IV.  | Podsavezna liga Čakovec                                           | 5.      |
| 1963./64. |      | Podsavezna liga                                                   | 2.      |
| 1964./65. |      |                                                                   |         |
| 1965./66. |      | Podsavezna liga                                                   | 2.      |
| 1966./67. |      | Podsavezna liga                                                   | 1.      |
| 1967./68. |      |                                                                   |         |
| 1968./69. |      | Međimurska liga                                                   | 1.      |
| 1969./70. |      |                                                                   |         |
| 1970./71. |      | Područna liga                                                     | 1.      |
| 1971./72. | V.   | Međimurska liga                                                   | 6.      |
| 1972./73. |      | Međimurska liga                                                   | 1.      |
| 1973./74. |      |                                                                   |         |
| 1974./75. |      |                                                                   |         |
| 1975./76. |      |                                                                   |         |
| 1976./77. |      |                                                                   |         |
| 1977./78. |      |                                                                   |         |
| 1978./79. |      | Međimurska liga                                                   | 2.      |
| 1979./80. | V.   | Zona Varaždin – Čakovec – Krapina                                 | 11.     |
| 1980./81. | V.   | Zona Varaždin – Čakovec – Krapina                                 | 8.      |
| 1981./82. | V.   | Zonska liga Varaždin – Čakovec                                    | 7.      |
| 1982./83. | V.   | III. regionalna nogometna liga Varaždin – Čakovec                 | 12.     |
| 1983./84. | IV.  | III. regionalna nogometna liga Varaždin                           | 14.     |
| 1984./85. |      | 1. međimurska liga                                                | 1.      |
| 1985./86. | IV.  | III. regionalna nogometna liga Varaždin                           | 8.      |
| 1986./87. | IV.  | III. regionalna nogometna liga Varaždin                           | 11.     |
| 1987./88. |      | Liga Zajednice općina Varaždin                                    | 9.      |
| 1988./89. | VI.  | Liga Zajednice općina Varaždin                                    | 10.     |
| 1989./90. | VI.  | Liga Zajednice općina Varaždin                                    | 9.      |
| 1990./91. | VI.  | Liga Zajednice općina Varaždin                                    | 11.     |
| 1991./92. |      | Međuopćinska liga Čakovec – Ludbreg – Ivanec – Varaždin – grupa B | 7.      |
| 1992./93. |      | Međuopćinska liga Čakovec – Ludbreg                               | 2.      |
| 1993./94. | V.   | 1. ŽNL Međimurska                                                 | 14.     |
| 1994./95. | V.   | 1. ŽNL Međimurska                                                 | 6.      |
| 1995./96. | V.   | 4. HNL – Sjever – skupina A – Međimurje                           | 14.     |
| 1996./97. | V.   | 4. HNL – Međimurje                                                | 10.     |
| 1997./98. |      |                                                                   |         |
| 1998./99. |      |                                                                   |         |
| 1999./00. |      | 1. ŽNL Međimurska                                                 | 2.      |
| 2000./01. | IV.  | 4. HNL – Međimurje                                                | 6.      |
| 2001./02. | IV.  | 4. HNL – Međimurje                                                | 10.     |
| 2002./03. | IV.  | 4. HNL – Međimurje                                                | 1.      |
| 2003./04. | III. | 3. HNL – Sjever                                                   | 6.      |
| 2004./05. | III. | 3. HNL – Sjever                                                   | 7.      |
| 2005./06. | III. | 3. HNL – Sjever                                                   | 5.      |
| 2006./07. | III. | 3. HNL – Istok                                                    | 5.      |
| 2007./08. | III. | 3. HNL – Istok                                                    | 5.      |
| 2008./09. | III. | 3. HNL – Istok                                                    | 9.      |
| 2009./10. | III. | 3. HNL – Istok                                                    | 12.     |
| 2010./11. | III. | 3. HNL – Istok                                                    | 8.      |
| 2011./12. | III. | 3. HNL – Sjever                                                   | 4.      |
| 2012./13. | III. | 3. HNL – Sjever                                                   | 5.      |
| 2013./14. | III. | 3. HNL – Sjever                                                   | 12.     |
| 2014./15. | IV.  | Međužupanijska nogometna liga Čakovec – Varaždin                  | 1.      |
| 2015./16. | IV.  | Međužupanijska nogometna liga Čakovec – Varaždin                  | 1.      |
| 2016./17. | IV.  | Međužupanijska nogometna liga Čakovec – Varaždin                  | 4.      |
| 2017./18. | IV.  | 4. NL Čakovec – Varaždin                                          | 3.      |
| 2018./19. | IV.  | 4. NL Čakovec – Varaždin                                          | 7.      |
| 2019./20. | IV.  | 4. NL Čakovec – Varaždin                                          | 8.      |
| 2020./21. | IV.  | 4. NL Čakovec – Varaždin                                          | 6.      |
| 2021./22. | V.   | 1. ŽNL Međimurska                                                 | 1.      |
| 2022./23. | V.   | Međimurska Premier liga                                           | 8.      |
| 2023./24. | V.   | Međimurska Premier liga                                           | 3.      |
| 2024./25. | IV.  | 3. NL – Sjever                                                    | 11.     |
| 2025./26. | IV.  | 3. NL – Sjever                                                    |         |

## Vanjske poveznice
- Službena web-stranica
- Vremeplov
- Profil, HNS Semafor